# Bryantella
Bryantella is een geslacht van spinnen uit de familie springspinnen (Salticidae).

## Soorten
De volgende soorten zijn bij het geslacht ingedeeld:
- Bryantella smaragdus (Crane, 1945)
- Bryantella speciosa Chickering, 1946